# میوا یونتسو
میوا یونتسو (ژاپنی: 米津美和؛ زادهٔ ۴ دسامبر ۱۹۷۹) بازیکن فوتبال اهل ژاپن است که در تیم ملی فوتبال زنان ژاپن بازی کرده‌است.